# 全日本トイガン安全協会
全日本トイガン安全協会（ぜんにほんトイガンあんぜんきょうかい）とは、遊戯銃の製造業者および卸売業者の業界団体である。略称はSTGA。

## 加盟企業
製造者正会員
- マルシン工業（日本遊戯銃協同組合から脱退し、本協会を設立）
- タニオ・コバ
- セキトー
- ベルソス
- ツ－コ－スト
- ハッチ

流通卸売業者正会員
- 名古屋ガンショップ
- セキトー
- 七洋交産

他　小売業者正会員95店舗

## 沿革
- 2007年2月27日 - 設立